# Bejzbol
Bêjzbol (angleško baseball) je ekipni šport, pri katerem igrata dve ekipi, vsaka z devetimi igralci. Pri njem igralec obrambe (metalec) meče usnjeno žogo velikosti pesti (in tudi teniške žogice), ki jo igralec napada (odbijalec) poskuša odbiti z ovalno zaobljeno palico, imenovano kij, ki v dolžino meri med 86 in 106 centimetrov. Rezultat se beleži v obliki točk, imenovanih teki. Tek se ekipi v napadu pripiše, kadar odbijalec po tem, ko doseže bazo, po prehodu čez vrsto baz doseže domačo bazo. Ekipa z več teki zmaga.

## Pravila
V igri nastopata dve moštvi, vsako s po devetimi igralci. Moštvi se menjavata v obrambi in napadu. V celotni tekmi je 9 menjav (angl. inning). V vsaki menjavi moštvo igra enkrat v obrambi in enkrat v napadu (vsaka odbija v svoji pol-menjavi). Moštvi se zamenjata, ko igralci v obrambi izločijo tri igralce nasprotnikovega moštva. Izločijo jih lahko na sledeče načine: 
1. Igralec v obrambi poda žogico igralcu na bazi, preden napadalec stopi na bazo.
2. Obrambni igralec se z žogico dotakne napadalca.
3. Napadalca je mogoče izločiti tudi tako, da žogico, po tem ko je bila odbita, ujamejo v zraku.
4. Napadalec je izločen, če trikrat zapored zamahne v prazno ali trikrat pusti žogo, da doseže odbijalski krožnik. Ob tem se mu prišteje en udarec (angl. strike). V primeru, da v istem odbijalskem nastopu zbere tri udarce, je izločen z udarci (angl. strikeout). Igralci v napadu skušajo žogico, ki jo vrže igralec nasprotnikovega moštva, odbiti čim dlje in stran od rokavic lovilcev ekipe v obrambi, in tako osvojiti čim več baz. Če žoga v polje pade, preden jo ulovi lovilec nasprotne ekipe, hkrati pa odbijalec doseže eno izmed baz, se odbijalcu pripiše udarec v polje (angl. base hit). Ko igralec v napadu preteče celotni krog štirih baz, za svojo ekipo zabeleži tek (angl. run). Udarce v polje delimo glede na to, koliko baz pri tem osvojijo:
  - udarec v polje za eno bazo (angl. single)
  - udarec v polje za dve bazi (double)
  - udarec v polje za tri baze (triple)
  - domači tek (homerun)

Domači tek se odbijalcu pripiše, če žogo odbije za zid, ki omejuje zunanje polje (a znotraj igralnega polja), ali, če preteče cel krog okoli notranjega polja, brez, da bi bil izločen. Slednje dejanje se imenuje domači tek znotraj igralnega polja (angl.  inside-the-park homerun). Če takrat, ko odbijalec odbije domači tek, na bazah stojijo igralci napadalne ekipe, se slednji avtomatsko spremenijo v teke.
Če odbijalec z udarcem v polje igralcu, ki stoji na eni izmed baz, omogoči, da za ekipo zabeleži tek, se mu pripiše tek, poslan domov (angl. RBI(Run-batted-in)).

## Igrišče
Igrišče za bejzbol ima obliko četrtine kroga. Delita ga dve zunanji črti, ki izhajata iz domače baze pod pravim kotom. Igrišče se deli na notranje polje (angl. infield) in zunanje polje (angl. outfield). V notranjem polju so štiri baze: domača baza, prva, druga in tretja baza, ki so razporejene v kvadrat (angl. baseball diamond). Razdalja med bazami je 90 čevljev (27,432 m). Na sredini tega kvadrata je metalčev grič, v angleščini imenovan pitcher's mound, s katerega metalec obrambnega moštva meče žogo lovilcu na domači bazi.

## Oprema
Osnovni pripomočki igralcev bejzbola so žoga, kij  in lovilska rokavica.
- Žoga je približne velikosti pesti odraslega človeka. Njen obseg je 23 cm. V sredini je zapolnjena z gumo ali s pluto, ovita s prejo in nato še prekrita s kravjim usnjem. Zašita je z rdečimi šivi.
- Kij je priprava za odbijanje, običajno iz enega trdnega kosa lesa. V ljubiteljskih tekmah so priljubljeni tudi kiji iz drugih materialov, recimo aluminija. Na širšem koncu ima premer približno 6,4 cm, nato pa v smeri proti koncu, kjer ga držimo, postaja vedno ožji. Kiji, ki jih uporabljajo poklicni igralci, v dolžino merijo med 86 in 106 centimetrov.
- Lovilska rokavica je priprava za lovljenje, narejena iz podloženega usnja z mrežasto zašito sredino med prsti. Kot pripomoček pri lovljenju žoge in držanju le-te obstajajo različne vrste rokavic glede na  igralske položaje.

Zaradi varnosti vsi odbijalci nosijo čelade, golenske ščitnike,  kopačke in značilne bejzbolske kape. Nekateri odbijalci nosijo še različne pripomočke, kot so recimo odbijalske rokavice, sončna očala ter različni trakovi in preveze. Med lovljenjem v sončnem vremenu se predvsem igralci zunanjega polja (in tudi drugi) poslužujejo sončnih očal. Lovilec ima posebno opremo. Na glavi nosi masko, na prsih in trebuhu ima ščitnik, v angleščini imenovan chest protector (oprsnik); zaščitene ima tudi goleni.  Prav tako nosi posebno rokavico. Ta je še posebno velika, ko je na metalskem gričku členkar (angl. "knuckleballer"), katerega glavni met, členkarica, je znan po nepredvidljivem obnašanju in je za lovilca pravi izziv. 

## Igralci
V vsakem moštvu igra 9 igralcev:
- 1: Metalec (angl. pitcher-P) - Njegova naloga je, da z metanjem žoge po svoji moči onemogoči odbijalcu, da doseže udarec v polje ali prosti prehod na bazo. Poznamo začetne metalce (angl. starting pitchers) in člane razbremenilskega kadra (angl. bullpen) . Naloga začetnega metalca je, da ekipo pripelje čim globlje v tekmo, medtem ko preda čim manjše število tekov. Razbremenilci morajo nato vstopiti v tekmo in zadržati vodstvo ali rezultat čim bližje in moštvu omogočiti, da poizkusi napraviti preobrat. Poseben član razbremenilskega kadra je zaključevalec (angl. closer) , ki v tekmo po potrebi vstopi v 9. menjavi in poizkuša zadržati vodstvo. Če mu to uspe, pri tem zabeleži ubranjeno tekmo.
- 2: Lovilec (angl. catcher-C) - Njegova naloga je lovljenje metalčevih metov, preprečevanje kraje baz in lovljenje visoko odbitih žog v območje za odbijalčevim krožnikom.  Lovilec je po navadi najpočasnejši igralec svoje ekipe. Zaradi utrujajoče narave svojega dela z ekipo skozi sezono po navadi delajo v izmenah.

Metalec in lovilec skupaj tvorita metalsko navezo (angl.battery). 
Preostali igralci notranjega polja so:
- 3: Igralec prve baze (angl. first baseman-1B) - Njegova naloga je lovljenje okoli območja v bližini prve baze in lovljenje podaj za izločitev tekačev, ki tečejo proti prvi bazi. Položaj slovi kot zelo napadalen, saj na njem po navadi igra igralec z najbolje zaokroženimi odbijalskimi sposobnostmi, medtem ko sama hitrost in obrambne spretnosti niso tako izrazite kot recimo pri igralcih sredine zunanjega polja.
- 4: Igralec druge baze (angl. second baseman-2B) - Njegova naloga je lovljenje v  pretežnem delu območja med prvo in drugo bazo. Pri tem mora ujeti žogo ali jo, v primeru, da se je pred ulovom odbila od tal, podati na primerno bazo. Na tem položaju so dobri odbijalci precejšnja redkost, še posebej, kar se pritiče močnih odbijalcev.
- 5: Igralec tretje baze (angl. third baseman-3B) - Njegova naloga je lovljenje okoli t. i. "vročega kota" - območja okrog tretje baze. Ker so žoge v tej smeri po navadi odbite zelo močno, na tem položaju najdemo atletsko najsposobnejše igralce v notranjem polju. Z lovilcem sodeluje pri onemogočanju kraje tretje baze.
- 6: Medbazni igralec (angl. shortstop-SS) - Njegova naloga je lovljenje v  pretežnem delu območja med drugo in tretjo bazo. Pri tem deluje enako kot igralec druge baze. Z lovilcem sodeluje pri onemogočanju kraju druge baze. Večina analitikov soglaša, da je, po metalski navezi, obrambno najpomembnejši igralec notranjega polja. Na tem položaju po navadi igrajo hitrejši igralci ekip.

Na zunanjem polju igrajo trije igralci:
- 7: Igralec levega zunanjega polja (angl. left fielder-LF) - Njegova naloga je lovljenje žog, odbitih proti levi strani zunanjemu polju. Na tem položaju po navadi igra hitrejši igralec, moč roke pa ni bistvenega pomena.
- 8: Igralec sredine zunanjega polja (angl. center fielder-CF) - Njegova naloga je lovljenje žog, odbitih proti sredini zunanjega polja. Njegovo delovno območje je največje med igralci zunanjega polja, zato je igralec, ki igra na tem položaju, največkrat najhitrejši v svoji ekipi. Moč roke tega igralca ni tako pomembna, a je še vedno precej uporabna.
- 9: Igralec desnega zunanjega polja (angl. right fielder-RF) - Njegova naloga je lovljenje žog, odbitih proti desni strani zunanjega polja. Tukaj upravniki po navadi postavijo fizično močne igralce, saj je moč roke zaradi oddaljenosti tretje baze ključnega pomena. Čeprav upravniki radi taktizirajo s postavljanjem hitrih igralcev na ta položaj, se jim, če hitrejši tekalci dosežejo tretjo bazo s pomočjo šibkega meta iz zunanjega polja, lahko to hitro maščuje. Redni igralci desnega polja so po navadi med vodilnimi v ekipi v domačih tekih.

## Zgodovina
Igra se je najverjetneje razvila iz otroških iger na področju današnje Velike Britanije, v obliko, kakršno poznamo danes, pa se je začela razvijati okoli leta 1845. Danes je igra najbolj priljubljena v ZDA.